# Valentinianus I.
Flavius Valentinianus známý jako Valentinianus I. (321 Cibalae – 17. listopadu 375 Brigetio) byl římský císař vládnoucí od roku 364 až do své smrti, zakladatel valentiniánské dynastie. Krátce po získání trůnu učinil svým spolucísařem vlastního bratra Valenta, jemuž svěřil do správy východní provincie, zatímco sám si podržel kontrolu nad západní polovinou římské říše.
Větší část panování se se značným nasazením věnoval obraně impéria, vystavenému vnějším útokům. Vedl četná tažení proti Alamanům, napadajícím Galii, a později proti Kvádům a Sarmatům, kteří na římskou říši utočili z území severně od Dunaje. Byl jedním z posledních císařů, kteří pronikali na území barbarů za Rýnem a Dunajem. Podnikl také rozsáhlé stavební práce k zesílení a zdokonalení systému opevnění podél hranic říše, když neváhal vybudovat pevnosti i na nepřátelském území. Jeho vojevůdce Theodosius starší odvrátil nebezpečí hrozící Británii napadené Sasy, Pikty a Skoty a potlačil Firmovo povstání v severní Africe.
Valentinianus vyznával křesťanství v jeho nicejské podobě a v náboženských záležitostech zaujímal oproti svým předchůdcům velice tolerantní postoj. Ve vnitřní politice se ukázal být příliš závislý na okruhu svých stoupenců, které pozvedl do vysokých státních funkcí a o jejichž loajalitu se opíral jeho režim. Po jeho smrti v roce 375 připadla vláda nad západem jeho synům Gratianovi a Valentinianovi II.

## Život

### Mládí a vojenská kariéra
Valentinianus se narodil v roce 321 v panonském městě Cibalae (dnešní Vinkovci). Jeho otec Gratianus sloužil v armádě, v níž se vypracoval až k nejvyšším hodnostem. Valentinianus vyrůstal společně s mladším bratrem Valentem na rodinném statku, kde se mu dostalo jistého vzdělání, ačkoli disponoval jen omezenými znalostmi řečtiny. Později následoval svého otce, jmenovaného do funkce comes Africae, a pod jeho dohledem získal patřičnou průpravu k vojenskému povolání. Gratianus starší odešel dočasně z armády poté, co upadl v podezření ze zpronevěry. Posléze působil ještě jako comes Britanniarum. Po definitivním propuštění z vojska Constantius II. zkonfiskoval jeho majetek, neboť mu vytýkal, že stranil jeho protivníkovi, uzurpátorovi Magnentiovi.
Třebaže jeho otec upadl v nemilost, Valentinianovu počínající vojenskou kariéru tato skutečnost nijak nepoznamenala a ve druhé polovině padesátých let sloužil v Galii jako tribun jezdectva. Intriky nadřízených ho však připravily o velitelskou hodnost, a proto se odebral zpět do rodné Panonie. Jeho první manželka Marina Severa mu zde v roce 359 porodila prvorozeného syna Gratiana. Constantiův nástupce Julianus, prosazující návrat k pohanství, svěřil Valentinianovi kvůli jeho křesťanské víře pouze bezvýznamný post v egyptských Thébách. V roce 363 ho Julianus povolal k připravovanému tažení proti perské říši. Výprava do Persie, jež skončila pro Římany pohromou, přivodila ve Valentinianově životě zásadní zvrat. Julianus v průběhu kampaně padl, načež se novým císařem stal Jovianus. Ten vyslal na západ říše svého tchána Lucilliana, aby mu zajistil věrnost tamějšího vojska. Nicméně Lucillianus přišel při nepokojích v Galii o život a Valentinianus, jenž ho doprovázel, jen stěží unikl smrti. Po Valentinianově návratu ho císař povýšil na tribuna oddílu tělesné stráže. Nedlouho nato Jovianus během cesty do Konstantinopole v maloasijském městě Dadastana 17. února 364 náhle zemřel.

### Nabytí vlády a rozdělení říše
Jen pár měsíců po Julianově smrti se Římané ocitli znovu bez císaře. Nejvyšší civilní a vojenští představitelé říše se tudíž sešli v Nikaji, aby rozhodli o Jovianově nástupci. Pohanští přívrženci Juliana a jeho rodiny se při tom stavěli proti křesťanství nakloněným stoupencům Constantia II. Shromáždění hodnostáři zvažovali jako možné uchazeče trůnu Equitia, jehož odmítli pro jeho neotesanost, a jednoho Jovianova příbuzného, ale jejich volba nakonec padla na Valentiniana jako kompromisního kandidáta. Přestože nepatřil k nejvyšším velitelům armády, hovořila pro něho mimo jiné znamenitá pověst, jíž se těšil jeho otec Gratianus starší. Valentinianus se tehdy zdržoval se svými muži v Ankyře (Ankara), odkud ho povolali do Nikaje. Tam vyčkal, než skončí přestupný den, a 26. února 364 ho legie provolaly za augusta. Pečlivě zaranžovanou ceremonii narušil hluk mezi vojáky, dožadujícími se okamžitého ustavení druhého císaře, avšak Valentinianus zvládl kritickou situaci a svojí rázností a příslibem jmenování kolegy uklidnil vojsko.
Jakmile ho potvrdili v císařské hodnosti, Valentinianus se s důstojníky radil o vhodném spolucísaři. Pokrevní příbuzenství, zaručující svornost mezi panovníky, doporučovalo jeho bratra Valenta. Mezi veliteli vyvstávaly jisté pochybnosti, jež směle vyjádřil generál jezdectva (magister equitum) Dagalaifus, vybízející císaře, aby zvolil někoho mimo svoji rodinu. Valentinianus nedbal jeho názoru a povýšil Valenta na představeného císařských stájí. Vojsko zanedlouho dorazilo do Konstantinopole a nedaleko odtud 28. března 364 Valentinianus formálně prohlásil Valenta císařem. Ammianus Marcellinus se v souvislosti s tím zmínil o Valentově zjevné podřízenosti. Bratři se pak vydali na západ a v červnu se zastavili ve městě Naissus (Niš), kde si rozdělili říši a vojenské sbory. Valentinianovi připadly prefektury Galie a Itálie s Afrikou a Illyrikem, ohrožované útoky barbarů, zatímco Valentovi prefektura Orient. V červenci se císařové rozešli v Sirmiu a zamířili do svých rezidencí: Valentinianus do Mediolana (Milán), Valens do Konstantinopole. Podobně jako při předchozích děleních říše ani v tomto případě nešlo o rozdělení státu, nýbrž o vymezení správy jeho jednotlivých částí. Veškerá oficiální akta nadále nesla jména obou císařů a rovněž zákonodárství, měna, počítání let podle konzulů či latina jako úřední jazyk zůstaly pro celé impérium shodné.

### Obrana Galie
Na počátku roku 365 se císařové společně ujali konzulátu. Valentinianus se až do léta zdržoval v Mediolanu, odkud se vypravil do Galie. Tamější provincie ohrožovali germánští Alamani, jejichž bojovnost pozvedla zpráva o Julianově smrti v Persii. Agresivita těchto barbarů ještě vzrostla poté, co se jejich vyslancům nedostalo u císařského dvora takových darů, jakých se dožadovali. Za pobytu v Parisiích (Paříž) se Valentinianus na podzim 365 dozvěděl o útoku Alamanů a o povstání Procopia, posledního mužského příslušníka konstantinovské dynastie, proti Valentovi. Císař se chystal pomoci bratrovi a podniknout tažení na východ proti uzurpátorovi. Od tohoto záměru ho odrazovali jeho důvěrníci, naléhající na něho, aby chránil Galii před Alamany. Valentinianus tedy ponechal potlačení Procopiovy uzurpace plně na Valentových bedrech. Římský senátor Quintus Aurelius Symmachus Eusebius po zdolání Procopiovy vzpoury vyzdvihl jeho rozhodnutí setrvat v Galii, když označil Alamany za nepřátele celé říše, kdežto Procopia pouze za soukromého nepřítele.
Proti Alamanům vyslal nejprve dva pohraniční velitele, kteří barbarům podlehli a přišli ve střetu s nimi o život. O nic lépe se s nimi nevypořádal ani Dagalaifus. V roce 366 ho nahradil magister equitum Jovinus, jemuž se podařilo uštědřit Alamanům dvě citelné porážky, třebaže i jeho muži utrpěli nemalé ztráty. Díky těmto vítězstvím mohli Římané osvobodit tisíce provinciálů, zajatých a zotročených barbary. Valentinianus pokračoval v odrážení útočníků až do léta 367, kdy ho schvátilo těžké onemocnění. Jeho zdravotní stav se ukázal natolik vážný, že velitelé galského vojska začali uvažovat o určení jeho nástupce. Veškeré spekulace ukončilo teprve císařovo zdárné uzdravení. Aby předešel možným budoucím komplikacím v otázce následnictví, 24. srpna 367 ustavil v Ambianu (Amiens) svého nedospělého syna Gratiana augustem.
Alamanský náčelník Rando mezitím využil probíhajícího křesťanského svátku k přepadení Mogontiaka (Mohuč), hlavního města provincie Germania Prima, a odvlekl odtud velký počet obyvatel. Valentinianus pak zosnoval vraždu jiného z alamanských náčelníků jménem Vithicabius, zatvrzelého protivníka Římanů. Celou následující zimu Římané shromažďovali vojenské sbory k připravovanému vpádu na alamanské území, přičemž povolali i italské a ilyrské legie. Na jaře 368 Valentinianus společně s Gratianem překročil v čele vojska Rýn a pustošil nepřátelskou krajinu. Při jednom barbarském přepadu bezmála přišel o život, avšak v nastalé bitvě u Solicinia se mu podařilo nad Alamany zvítězit. Po tomto úspěchu Římané odtáhli zpět za řeku, načež se císař odebral do Trever (Trevír), v nichž strávil převážnou část svého pobytu v Galii.
Vedle válečných tažení se s neztenčenou energií věnoval i posílení fortifikací chránících rýnskou hranici impéria od Raetií až k Severnímu moři. Obranný systém Galie zdokonaloval renovací a zvětšováním stávajících kastelů, strážních postů, valů a věží a budováním nových. Zároveň zřizoval i opevněná předmostí na barbarském teritoriu jako třeba u řeky Neckar, ovšem tím popouzel blízké Alamany. Při jedné příležitosti barbaři dokonce vyslali delegaci protestující proti římským stavebním aktivitám. Když byly jejich výtky odmítnuty, Alamani překvapivým úderem zničili jednu dosud nehotovou pevnost a pobili tamější posádku.
V roce 370 napadli Toxandrii na severu Galie Sasové, jejichž náporu Římané nebyli schopni zpočátku odolat. Později proti nim zakročil generál pěchoty (magister peditum) Severus, jenž zastrašil barbary a pod příslibem volného návratu je přiměl k uzavření příměří a odevzdání rekrutů. Římané ale nedodrželi dohodu a stahující se Sasy zrádně přepadli a zmasakrovali. Zhruba v téže době se Valentinianus chystal k výpravě proti mocnému alamanskému náčelníkovi Macrianovi. Za tímto účelem podněcoval k válce s Alamany jejich germánské nepřátele Burgundy, s jejichž přispěním hodlal Alamany sevřít ze dvou stran. Spojenectví s Burgundy se rozpadlo z důvodu císařova odmítnutí připojit se k plánovanému společnému tažení. Blízkost burgundských válečníků přesto poutala pozornost Alamanů, čehož magister equitum Flavius Theodosius využil k tomu, aby jim přes Raetii vpadl do zad. Přitom usmrtil mnoho barbarů a získal četné zajatce, kteří byli usazeni jako laeti v okolí řeky Pád.
Valentinianus usiloval několik dalších let o zdolání Macriana. V roce 372 se ho rozhodl zajmout a provedením tohoto záměru pověřil Theodosia. Macrianus jen stěží unikl římským pronásledovatelům, kteří vydrancovali široký pás alamanského území. Snaha nahradit Macriana jedním z alamanských šlechticů nakloněným Římu se rovněž nesetkala s úspěchem. Císař pokračoval v pustošení barbarské země ještě dva roky, než ho zhoršující se poměry na Dunaji donutily sjednat s Macrianem roku 374 mír.

### Neklid v Británii
Podobně jako Galie trpěla nájezdy a loupežením barbarů také Británie. Tu ničily svými pravidelnými vpády kmeny Piktů, Skotů a Attakotů z dnešního Skotska a Irska. Současně Sasové a Frankové podnikali námořní útoky, při nichž plenili západní a jižní pobřeží ostrova. Zvláště aktivity Sasů byly tíživě pociťovány, neboť narušovali dovoz obilí z Británie do oblastí na dolním Rýně. Povážlivá situace v Británii se notně zhoršila v létě 367, kdy Sasům padli za oběť dva z nejvyšších římských velitelů, comes litoris Saxonici Nectaridus a dux Britanniarum Fullofaudes. Jakmile se Valentinianus dozvěděl o těchto neblahých událostech, vyslal na ostrov Severa, jehož ale brzy odvolal. Lépe se nedařilo ani Jovinovi, jenž se vzápětí vrátil do Galie, aby požádal o nezbytné posily.
V roce 368 se z císařova pověření vylodil v Británii Flavius Theodosius. Po přistání v Rutupiích (Richborough) se s vybranými legiemi vydal do Londinia (Londýn). V krátké době zbavil jižní Británii nájezdníků, shromáždil rozptýlené místní vojáky a obnovil lokální správu. Se sebraným vojskem vytáhl v následujícím roce na sever od Londinia a vyčistil tamější kraje od barbarů. Při tom napravoval napáchané škody a obnovoval města a pevnosti. Někdy v témže čase Theodosius zabránil hrozícímu povstání panonského vyhnance jménem Valentinus, zneužívajícího dosud trvající nestability. Poté pokračoval v rekonstrukci poničených opevnění, do nichž vložil posádky, a dokonce získal zpět provincii, již na počest císaře přejmenoval na Valentia. Vděčný císař povýšil Theodosia po jeho příchodu do Galie na velitele jezdectva na místo Jovina.

### Firmovo povstání v Africe
V severní Africe se už za Jovianova panování dal do pohybu pouštní kmen kočovných Austorianů, plenících úrodnou provincii Tripolitanii a okolí města Leptis Magna. Tamější občané se obrátili se žádostí o pomoc na nejvyššího římského velitele v oblasti, jímž byl comes Africae Romanus. Ten však jakoukoli akci proti útočníkům podmínil opatřením značného množství potravin a tisíců velbloudů, což obyvatelé Lepty nedokázali zajistit. Poslali tudíž delegaci k Valentinianovi, aby ho informovali o Romanově netečnosti. Romanus měl na císařském dvoře vlivného přímluvce v osobě představeného císařských kanceláří (magister officiorum) Remigia, jehož prostřednictvím znemožnil vyslancům přednést jejich sdělení. Jelikož útoky Austorianů neustávaly, císař přikázal svému hodnostáři Palladiovi, aby vyšetřil věc na místě. Austoriani mezitím Leptu několik dní obléhali, načež zoufalí měšťané vyslali k císaři další poselstvo. Když Palladius, uplacený Romanem, ujistil Valentiniana, že se jejich stížnosti nezakládají na pravdě, císař nechal některé z předních občanů Lepty a správce provincie popravit.
Romanus si vysloužil nelibost pronásledováním schizmatických donatistů, majících v severní Africe četné stoupence. Počátkem sedmdesátých let vypukly dynastické spory uvnitř romanizovaných kmenů v Mauretánii, během nichž se nejmocnějším z maurských náčelníků stal Romanův osobní nepřítel Firmus. Romanus proti němu vznesl u císařského dvora řadu obvinění, jimiž podnítil Firma, obávajícího se o svůj život, k odpadnutí od Říma a k přijetí císařského titulu. Proti odbojníkovi byl v roce 373 vyslán Theodosius s nevelkým počtem zkušených galských vojáků. Vojevůdce uvrhl nedlouho po svém příchodu Romana do vězení a pokusil se konflikt s Firmem vyřešit mírovou cestou. Vzbouřený Maur nejprve jevil ochotu podrobit se, posléze ovšem obnovil boj, nabývající podoby gerilové války. V té ho podporovali i místní donatisté, zakoušející dříve útrapy perzekucí ze strany Romana. Ačkoli Firmus měl nad Theodosiem výraznou převahu, jeho barbarské zástupy nepředstavovaly pro římské vojáky rovnocenného soupeře. Po dvou letech obtížného válčení ve vyprahlé zemi Theodosius nahlodal soudržnost maurských kmenů, v důsledku čehož Firmus upadl zrádně do zajetí. Nicméně dříve, než mohl být vydán Theodosiovi, spáchal sebevraždu.

### Vnitřní politika
Valentinianus se na rozdíl od svého bratra nezapletl do náboženských kontroverzí a po celé své panování zastával v otázce víry na dobu pozdní antiky pozoruhodně tolerantní postoj, čímž se výrazně odklonil od vyhraněné politiky Constantia II. a Juliana. Již krátce po získání vlády vydal edikt, jímž všem svým poddaným zaručil náboženskou svobodu, protože každému dovolil mít vyznání dle své volby. Jeho nestrannost vyzdvihuje i Ammianus Marcellinus, jenž se o něm jinak vyslovuje poměrně kriticky. Valentinianus nijak nezakročil proti vzrůstajícímu vlivu ariánství na východě a propustil delegaci nicejských biskupů vyzývajících ho, aby v této věci intervenoval u Valenta, podporujícího ariány. Zasáhl pouze proti manichejcům zákonem z roku 372, jímž nařídil přísně trestat účastníky jejich shromáždění. Valentinianově umírněnosti nahrávala i skutečnost, že konfesijní spory na západě říše nedosahovaly takové intenzity jako ve východních provinciích. Jediný vážnější incident nastal v roce 366 v Římě, kde se strhly pouliční násilnosti mezi stoupenci dvou uchazečů o uprázdněný biskupský stolec. Městský prefekt (praefectus urbi) Viventius se zdržel jakýchkoli akcí, dokud rozbroje neutichly. Poté se postavil celou vahou své autority za vítězného kandidáta, jímž byl Damasus. V jedné z římských bazilik bylo nalezeno více než sto obětí těchto nepokojů.
Valentinianus nastoupil na trůn, aniž by disponoval okruhem lidí, na něž by se mohl plně spolehnout při řízení státu. Záhy proto pozvedl do vysokých vojenských a civilních hodností ty jedince, jejichž přispěním se domohl vlády, a z těchto mužů, pocházejících převážně z Panonie a Galie, chtěl vytvořit oporu svého rodícího se režimu. Jelikož leckteří z nich vykonávali své funkce řadu let, vznikla poměrně neměnná a nepříliš početná skupina hodnostářů, jimž náležely klíčové pozice na císařském dvoře, v provinciích a v armádě. Poctěni císařovou důvěrou dosáhli moci, již leckdy zneužívali k osobnímu prospěchu. Valentinianus vystupoval proti korupci a přehmatům ve správě, nebyl ale schopen prohlédnout či potrestat chyby těch, jež sám povýšil. Současně narážel na neproniknutelnou bariéru byrokratických struktur, následkem čehož se ocitl v naprosté závislosti na úřednících a dvořanech, určujících komu se u císaře dostane slyšení.
Císař usiloval o posílení prestiže a významu armády, přičemž zvýšil sociální status velitelů vojska (magistri militum), a co do vážnosti je postavil na roveň pretoriánským prefektům. Sedm generálů, včetně čtyř barbarů, navíc obdařil konzulátem. Naproti tomu ze zástupců tradiční aristokracie pověřil výkonem tohoto úřadu pouze dva senátory. Valentinianus sice prokazoval římskému senátu formální respekt, ovšem jeho vztahy s ním se vyznačovaly zjevným napětím. Do úřadu městského prefekta, vyhrazeného v minulosti členům staré italské nobility, neváhal jmenovat provinciály, jejichž prostřednictvím řídil ze vzdálené Galie záležitosti ve městě. Osobně Řím za dobu své vlády ani jednou nenavštívil a se senátem udržoval jen písemný styk. V roce 369 vypukl vážný skandál, když byli při vyšetřování jistého případu travičství obviněni četní římští aristokraté z užívání magie, cizoložství a korupce. Císař dokonce nařídil, aby podezřelí z těchto zločinů byli podrobeni mučení, ačkoli senátoři nesměli být vystavováni této formě vyšetřování. Během soudních procesů padlo mnoho rozsudků smrti, vyhnanství nebo konfiskace majetku nad příslušníky senátorského stavu.
Větším sympatiím se císař těšil mezi širšími vrstvami provinciálního obyvatelstva, přestože ve druhé polovině svého panování provedl výrazné navýšení daňových odvodů, které ospravedlňoval nezbytností financování rostoucích vojenských výdajů. Snažil se rovněž zajistit spravedlivější rozvržení daňové zátěže, takže rušil výjimky zvýhodňující bohatší osoby na úkor prostých lidí.

### Smrt na Dunaji
Valentinianus neposiloval hranice říše jenom na Rýně, nýbrž dal stavět pevnosti také na území barbarů nalézajícím se za Dunajem. Toto počínání Římanů notně pobouřilo zvláště germánské Kvády, kteří se pod vedením Gabinia dožadovali vyjednávání a zrušení výstavby pevnosti na jejich území. V roce 374 jim bylo přislíbeno vyjednávání, a tak se dostavili k pohraničnímu veliteli v panonském Brigetiu. Po skončení hostiny byl kvádský náčelník Gabinius na příkaz správce provinice Pannonia Valeria Marcelliana úkladně zavražděn, což jeho soukmenovce a jejich sarmatské spojence podnítilo k překročení Dunaje a ke zpustošení Panonie a Moesie. Barbaři sice nedokázali ztéci hradby opevněných sídel, nicméně svými nájezdy zdevastovali špatně chráněnou venkovskou krajinu a odvlekli zástupy zajatců. Do jejich zajetí téměř padla i dcera Constantia II. Constantia, cestující tehdy na západ kvůli svatbě s mladým Gratianem. Magister militum per Illyricum Equitius vyslal proti nepřátelům dvě legie, jež nedokázaly zkoordinovat svůj postup a podlehly Sarmatům.
O nepříznivém vývoji na středním Dunaji se císař doslechl nedaleko nynější Basileje, načež přezimoval v Treverách a na jaře 375 se vydal do Panonie. Doprovázela ho jeho druhá manželka Justina, s níž se oženil kolem roku 370 po rozvodu se Severou, a jeho mladší syn Valentinianus. Zprávy o jeho příchodu přiměly Sarmaty, aby vyslali poselstvo žádající o prominutí předchozích akcí. Císař potom dorazil do města Carnuntum, kde se chystal na nadcházející tažení. Jeho přítomnosti využili lokální představitelé ke vznesení stížností proti daňovému útisku, v důsledku něhož mnozí přední šlechtici uprchli, spáchali sebevraždu anebo zemřeli na popravišti. Jakmile císař dokončil potřebné přípravy, podnikl trestnou expedici proti Kvádům. Část svých sil poslal plenit jejich teritorium, zatímco v čele jiných sborů vytáhl do Aquinca (Budapešť). Tam zřídil z lodí most přes Dunaj a zaútočil na Kvády od jihovýchodu. Na podzim 375 se vrátil zpět za řeku a zbudoval zimní tábor v Brigetiu (poblíž Komárom).
Dne 17. listopadu 375 se dostavili vyslanci Kvádů, kteří prosili o mír a výměnou za něj nabízeli rekruty pro římské vojsko. Vyslancům bylo dovoleno předstoupit před císaře, avšak svými tvrzeními, jimiž omlouvali své útoky, ho značně rozlítili. Rozzuřeného Valentiniana vzápětí stihl prudký záchvat mrtvice a ještě týž den zemřel. Tělo mrtvého císaře bylo po nezbytných smutečních ceremoniích dopraveno do Konstantinopole a pohřbeno. Ve shromážděném vojsku se rozhostila nervozita, neboť Gratianus pobýval v Galii, a proto hrozilo nebezpečí uzurpace. Za této napjaté situace civilní hodnostáři povolali generála pěchoty Merobauda. Během následné porady bylo z Merobaudova podnětu rozhodnuto o jmenování čtyřletého syna zesnulého, Valentiniana II., za Gratianova a Valentova spolucísaře.

## Hodnocení
Ammianus Marcellinus, jehož dílo představuje důležitý pramen doby Valentinianovy vlády, zaujímá k tomuto císaři poměrně vyvážené stanovisko. Na jedné straně mu vytýká jeho nevraživost vůči vzdělanějším a urozenějším jedincům, jeho tvrdost a touhu po penězích. Zároveň oceňuje panovníkovu zdrženlivost v náboženských otázkách a uznává jeho zásluhu na uhájení hranic říše. Církevní prameny se o něm vyslovují převážně pozitivně a zdůrazňují jeho oddanost křesťanské víře za Juliana. Moderní badatelé ponejvíce kritizují jeho neschopnost vymanit se z nadměrné závislosti na lidech, již ho dosadili na trůn. Zásadní význam je přisuzován jeho rozhodnutí přenechat východ impéria bratru Valentovi, protože od tohoto momentu je patrná pozvolná tendence k vytváření oddělených a veskrze samostatných správních struktur v obou polovinách říše. Valentinianův největší úspěch je spatřován v úspěšné obraně celistvosti a integrity západních provincií. I přes opakované vnitřní krize, odehrávající se nedlouho po jeho smrti, výsledky jeho vojenských tažení a opatření ke zpevnění rýnské hranice zabezpečily této části impéria stabilitu v několika dalších desetiletích.